# En el tiempo de las mariposas
En el tiempo de las mariposas es una novela de la escritora dominicana Julia Álvarez publicada en 1994 sobre la historia de las hermanas Mirabal.

## Adaptación para televisión
En 2001, el director Mariano Barroso llevó a cabo la adaptación de Rodrigo García Barcha y de David Klass, con actores de primera como Salma Hayek (también productora), Edward James Olmos, Demian Bichir, Lumi Cavazos, Pedro Armendáriz Jr., Marc Anthony, Geraldine Bazán, Mía Maestro, Ana Martín y Pilar Padilla.

## Adaptación para teatro
En 2018 se estrenó la pieza en Washington D. C. por el Teatro Gala de la adaptación de Caridad Svich, dirigida por Jose Zayas y las actuaciones de Broselianda Hernández como la sobreviviente Dede Mirabal , Catherine Nuñez como Dede menor, Alina Robert como Minerva Mirabal, Lorena Sabogal como Patria, Inés Domínguez del Corral como la más joven María Teresa, Karen Romero personificando a la misma Julia Álvarez y Delbis Cardona como Rafael Trujillo.
La obra Ganó 4 Títulos en los BroadwayWorld Washington DC Awards 2018:
Best Actor in a Play - Small Professional Theatre 
Delbis Cardona - IN THE TIME OF THE BUTTERFLIES - GALA Hispanic Theatre
Best Actress in a Play - Small Professional Theatre 
Alina Robert - IN THE TIME OF THE BUTTERFLIES - GALA Hispanic Theatre
Best Lighting Design - Small Professional Theatre 
Christopher Annas-Lee - IN THE TIME OF THE BUTTERFLIES - GALA Hispanic Theatre
Best Play - Small Professional Theatre 
IN THE TIME OF THE BUTTERFLIES - GALA Hispanic Theatre
Best Sound Design - Small Professional Theatre 
David Crandall - IN THE TIME OF THE BUTTERFLIES - GALA Hispanic Theatre